# Referendo constitucional em Mianmar em 2008

Bandeira de Mianmar.

O Referendo constitucional de 2008 em Mianmar foi realizado em 10 de Maio de 2008 (ou 24 de Maio de 2008 em algumas outras cidades) de acordo com o anúncio feito pelo Conselho de Estado pela Paz e pelo Desenvolvimento em fevereiro de 2008 . De acordo com o governo militar, a nova constituição assegurará a criação de uma "democracia de disciplina" . Há previsão também de haver no país um sistema multipartidário eleições em 2010.
A carta constitucional do referendo foi decretada por uma comissão do referendo em 26 de Fevereiro de 2008. 
 Segundo as informações recebidas, a lei assegura a votação secreta e exige a contagem pública das cédulas, além da prova de que seja justo.
O esboço da constituição foi publicado e a data do referendo foi anunciada finalmente em 9 de abril  de 2008; um quarto dos lugares do parlamento é reservado para oficiais do exército, e o ministério da administração interna está exclusivamente sob o controle militar. Qualquer pessoa casada a um não-birmanês - tal como o líder de oposição Aung San Suu Kyi - seria barrado da corrida presidências.
O referendo constitucional ocorreu poucos dias depois da destruição do vale do rio Irauádi pelo ciclone Nargis, o que levou a apelos internacionais para a sua suspensão e concentração no socorro às vítimas, ao que a junta militar praticamente não cedeu, limitando-se a adiar a votação para 24 de Maio apenas nas áreas mais afectadas.

## Campanha
Durante a campanha, os meios de comunicação nacionais foram enchidos com os artigos que suportam um voto do "SIM"; o site da imprensa do estado tinha como frase inicial: " Votemos pelo interesse nacional"; e as canções pelo SIM foram jogadas em estações da televisão e de rádio do governo.
A oposição Liga Nacional para a Democracia chamada para que os cidadãos votem no NÃO à constituição.. Entretanto, o partido reivindicou sua campanha, que de encontro à constituição foi suprimido violentamente, com os ativistas presos e o material confiscado.

## Ciclone Nargis
O Ciclone Nargis atingiu Mianmar alguns dias antes do referendo, e a votação foi adiada para 24 de maio nas áreas mais severamente afetadas - sete distritos na zona do rio Irauádi e 40 dentro Yangon.

## Resultados
Um dia após a realização do referendo, a mídia local divulga dados extra-oficiais dos resultados:
- Algumas cidades da Divisão de Mandalay: 67% Sim
- Meikhtila, Divisão de Mandalay: 67% sim
- Cinco cidade no Estado de Kachin: 62% sim
- Duas cidades em Shan: 67% Não
- Yenanchaung, Magwe: 53% sim

Os resultados oficiais só são esperados para o fim de maio.
Em 15 de maio de 2008, a junta militar anuncia que a nova constituição foi aprovada por 92,4% dos 99% dos votantes dos 2/3 do país que já votaram.